# 旧名手宿本陣
旧名手宿本陣（きゅうなてじゅくほんじん）は和歌山県紀の川市にある歴史的建造物。旧名手本陣妹背家住宅（きゅうなてほんじんいもせけじゅうたく）の名称で主屋・米蔵・南倉の3棟が国の重要文化財に指定され、敷地を含めた全体が国の史跡に指定されている。華岡青洲夫人の加恵の実家としても知られる。
1630年（寛永7年）より名手の大庄屋を勤めた地士頭妹背家の邸宅。名手宿にあって大和街道に面していたため参勤交代時の本陣として定められ、名手本陣と称されていた。
現在の本陣は正徳の火災の後に、享保から宝暦年間にかけて再建されたものである。
主屋の西に2つある蔵は、寛永年間の棟札があることから、火災から焼け残った可能性も考えられている。

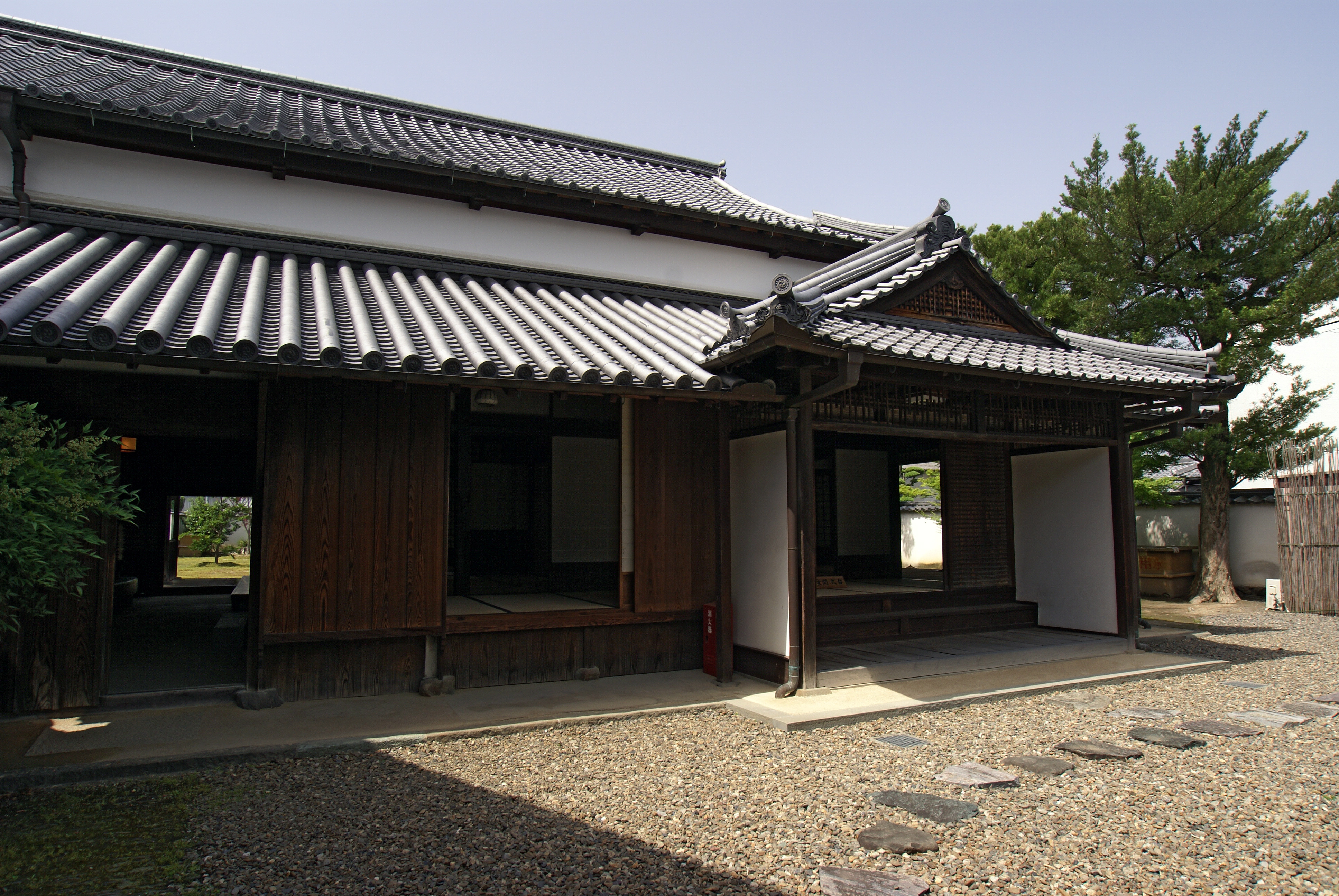
主屋玄関

## 建物
- 御成門
- 通用門
- 主屋 - 玄関・式台、店の間・取次の間・台所、御殿（上段の間・次の間）
- 蔵
- 役所2棟（延享3年の墨書）

## 文化財

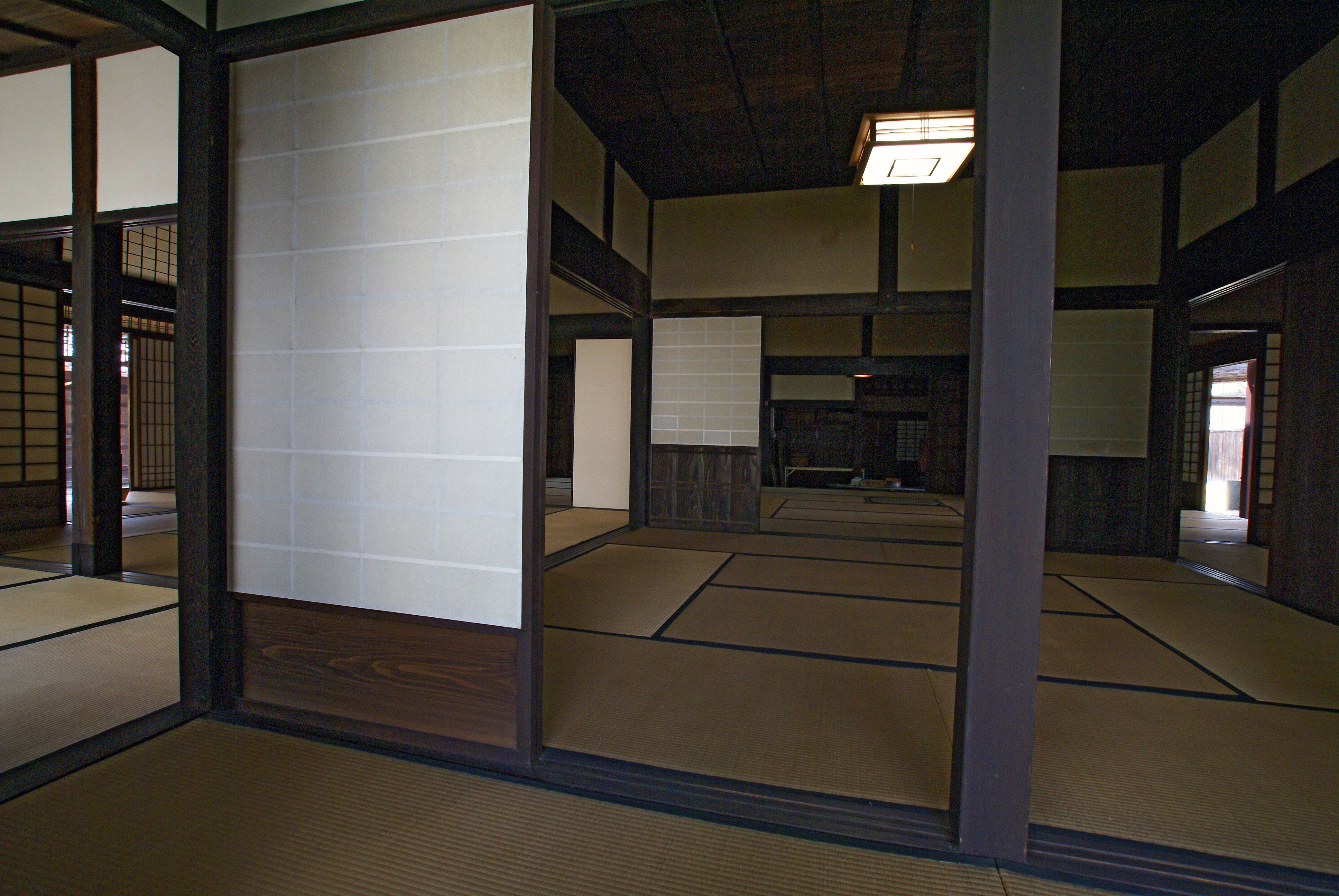
主屋座敷

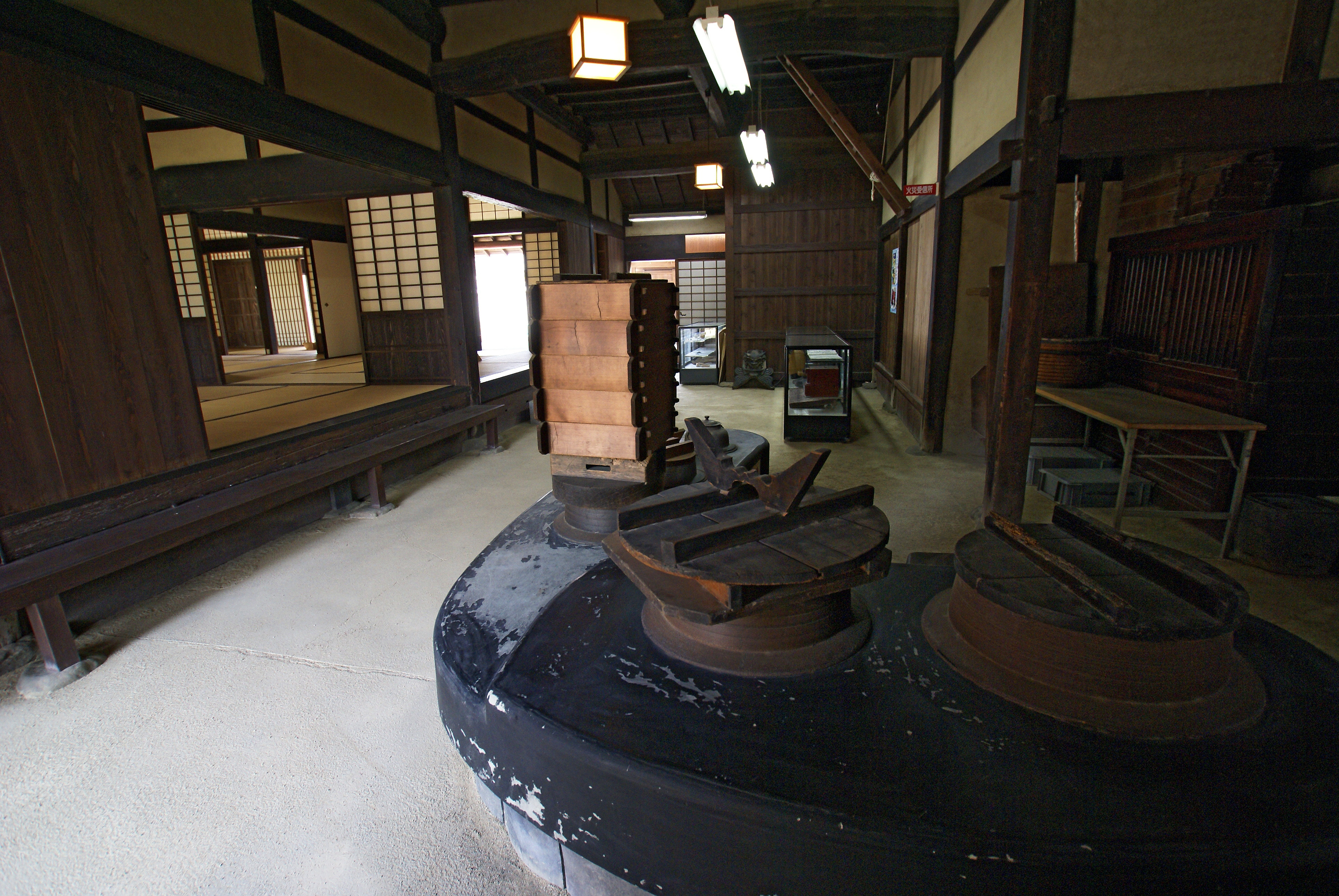
主屋炊事場

### 史跡（国指定）
- 旧名手宿本陣 - 1970年4月2日指定（指定基準：史6）、東西約40m、南北約80m

### 重要文化財
- 旧名手本陣妹背家住宅 3棟（1969年3月12日指定）
  - 主屋 
    - 居室部 - 享保3年（1718年）築、桁行16.3m、梁間12.1m、入母屋造、桟瓦葺、玄関附属
    - 座敷部 - 延享3年（1746年）築、桁行13.9m、梁間7.0m、入母屋造、桟瓦葺、東面及び北面土庇附属

  - 米蔵 - 江戸時代中期築、土蔵造、桁行9.7m、梁間5.0m、一部2階、切妻造、桟瓦葺、東面及び北面土庇付
  - 南倉 - 江戸時代中期築。土蔵造、桁行6.6m、梁間4.1m、2階建、切妻造、本瓦葺、南面及び北面土庇付

## 利用情報
- 入館無料
- 開館時間 - 10～16時
- 休館日 - 月曜
- 所在地 - 和歌山県紀の川市名手市場

## 交通アクセス
- 和歌山線 名手駅 徒歩10分

## 周辺情報
- 青洲の里 - 春林軒、フラワーヒルミュージアム、華岡青洲顕彰記念公園
- 粉河寺 - 西国三十三所、国の重要文化財4棟
- 光明寺 - 光明寺の松
- 十禅律院